# Walter Meyer (Ruderer)

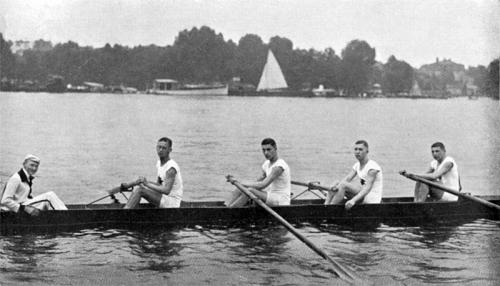
Junior-Vierer des RC „Werder“ Magdeburg 1923 in Berlin-Grünau. Der sogenannte „Hoffmann“-Vierer mit G. Schultz, G. Dankworth, Walter Meyer, G. Hoffmann und Stm. Werner Fischer (v. r. n. l.)

Walter Meyer (* 14. September 1904 in Tangermünde; † 5. Dezember 1949 im Speziallager Nr. 2 Buchenwald; auch Walther Meyer) war ein deutscher Ruderer, der 1932 Olympiasieger im Vierer mit Steuermann wurde.
Meyer entstammte der Tangermünder Industriellenfamilie Meyer (Familie), die die Schokolade Feodora herstellte.
Das Rudern erlernte Meyer im Ruder-Club „Werder“ in Magdeburg. Hier konnte er 1923 im Junior-Vierer mit Steuermann mit Siegen in Dessau, Berlin und Hamburg erste überregionale Erfolge feiern. Seinen ersten Deutschen Meistertitel gewann Walter Meyer vom Berliner Ruder-Club 1926 mit dem Achter. 1927 gewann Meyer den Titel im Vierer ohne Steuermann und belegte mit dem Achter den zweiten Platz. 1930 belegte Meyer mit dem Vierer ohne Steuermann den zweiten Platz bei der Deutschen Meisterschaft. 1932 erreichte Eller mit dem Vierer mit Steuermann das Finale bei den Olympischen Spielen 1932. In der Besetzung Hans Eller, Horst Hoeck, Walter Meyer, Joachim Spremberg und Steuermann Carlheinz Neumann siegte das Boot mit knappem Vorsprung vor dem italienischen Boot.
Der ausgebildete Kaufmann Meyer trat zum 1. Mai 1933 der NSDAP bei (Mitgliedsnummer 1.995.544) und wurde Direktor der Zuckerfabrik in Tangermünde. 1945 wurde er wegen der Ausbeutung von Zwangsarbeitern während des Zweiten Weltkriegs im Speziallager Nr. 2 in Buchenwald interniert. Dort starb Meyer am 5. Dezember 1949 an Knochentuberkulose.